# Energía nuclear en el espacio

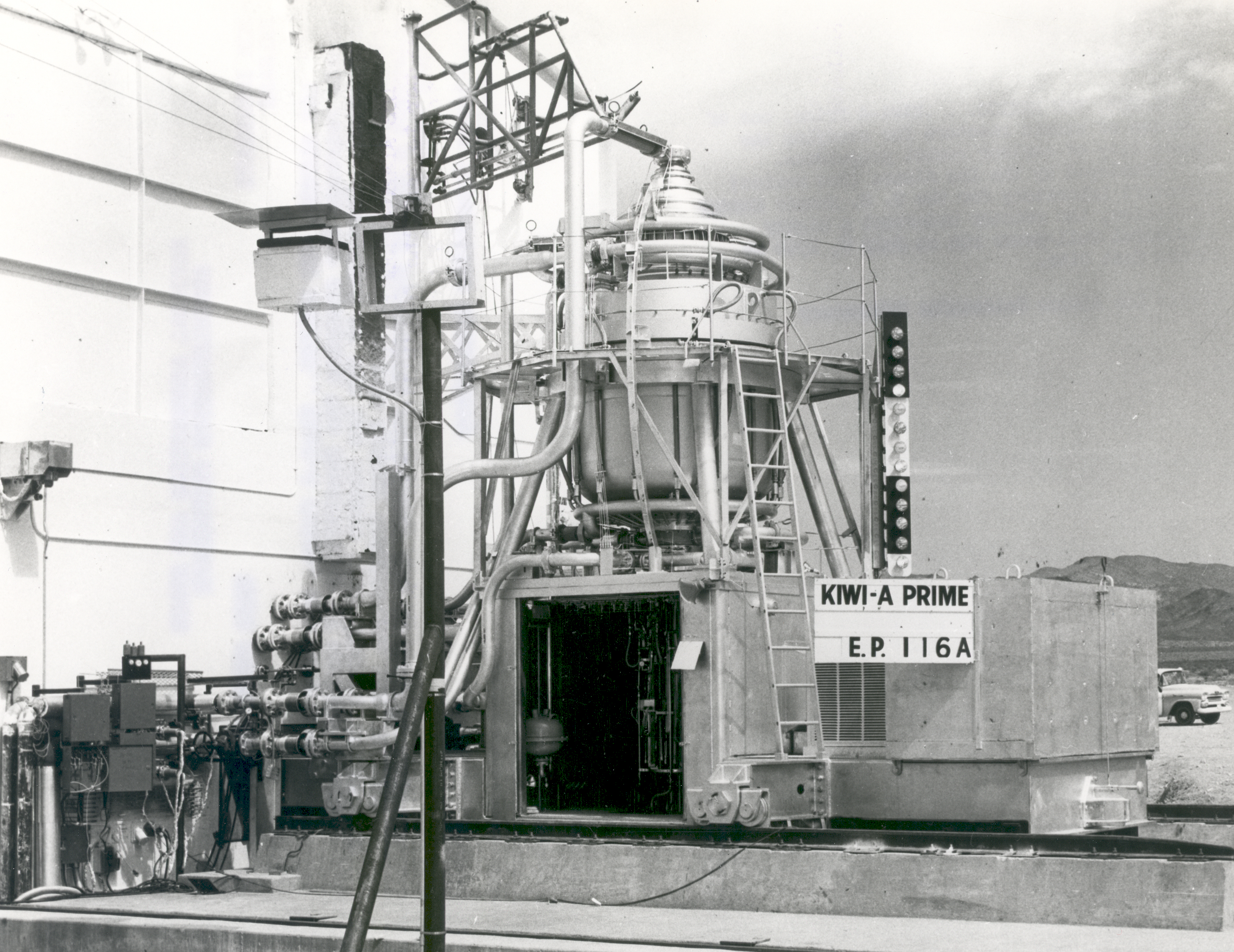
El KIWI un motor de cohete térmico nuclear de primera clase

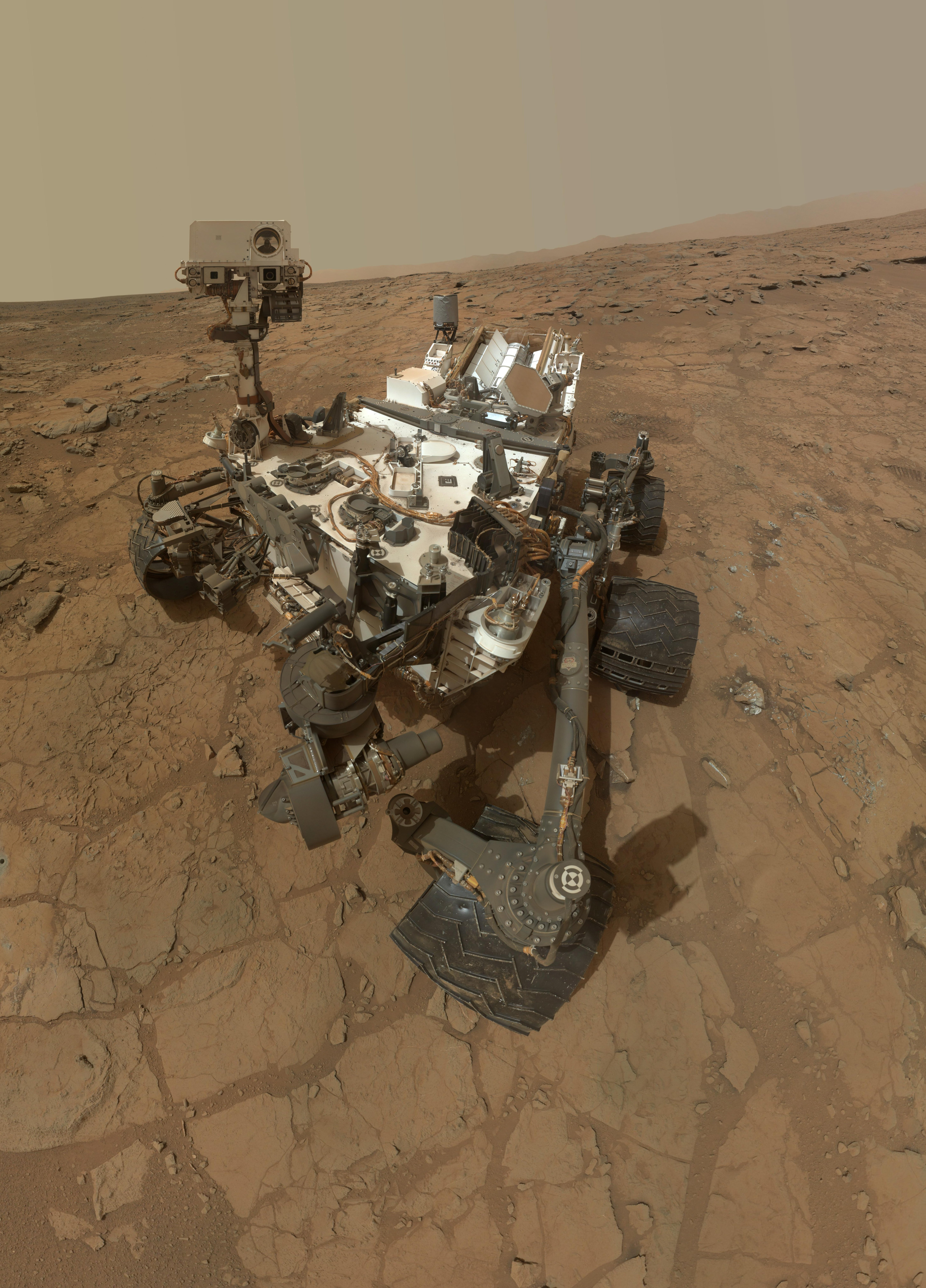
El rover Curiosity propulsado por un RTG en Marte. El RTG blanco con aletas es visible al otro lado del rover.

La energía nuclear en el espacio es el uso de energía nuclear en el espacio exterior, por lo general pequeños sistemas de fisión o desintegración radiactiva para generar electricidad o calor. Otro uso es para la observación científica, como en un espectrómetro Mössbauer . El tipo más común es un generador termoeléctrico de radioisótopos, que se ha utilizado en muchas sondas espaciales y en misiones lunares tripuladas. También se han volado pequeños reactores de fisión para satélites de observación de la Tierra, como el reactor nuclear TOPAZ. Una unidad de calentador de radioisótopos funciona con desintegración radiactiva y puede evitar que los componentes se enfríen demasiado para funcionar, potencialmente durante un lapso de décadas.
Estados Unidos probó el reactor nuclear SNAP-10A en el espacio durante 43 días en 1965, y la siguiente prueba de un sistema impulsado por un reactor nuclear destinado al uso espacial tuvo lugar el 13 de septiembre de 2012 con la prueba de demostración mediante fisión plana (DUFF) del reactor Kilopower.
Después de una prueba en tierra del reactor experimental Romashka de 1965, el cual utilizó uranio y conversión termoeléctrica directa en electricidad, la URSS envió alrededor de 40 satélites nucleares-eléctricos al espacio, la mayoría impulsados por el reactor BES-5. El reactor TOPAZ-II, más potente, produjo 10 kilovatios de electricidad.
Algunos ejemplos de conceptos que utilizan la energía nuclear para los sistemas de propulsión espacial incluyen el cohete eléctrico nuclear (propulsores de iones con energía nuclear), el cohete de radioisótopos y la propulsión eléctrica de radioisótopos (REP). Uno de los conceptos más explorados es el cohete térmico nuclear, que fue probado en tierra en el programa NERVA. La propulsión de pulso nuclear fue el tema del Proyecto Orión .

## Regulación y prevención de peligros
Después de la prohibición de las armas nucleares en el espacio por el Tratado del Espacio Exterior en 1967, la energía nuclear ha sido discutida por los estados como un tema delicado al menos desde 1972. En particular, sus peligros potenciales para el medio ambiente de la Tierra y, por lo tanto, también para los seres humanos, ha llevado a los estados a adoptar en la Asamblea General de la ONU los Principios Relevantes para el Uso de Fuentes de Energía Nuclear en el Espacio Exterior (1992), particularmente introduciendo principios de seguridad para lanzamientos y para gestionar su tráfico . 

## Beneficios

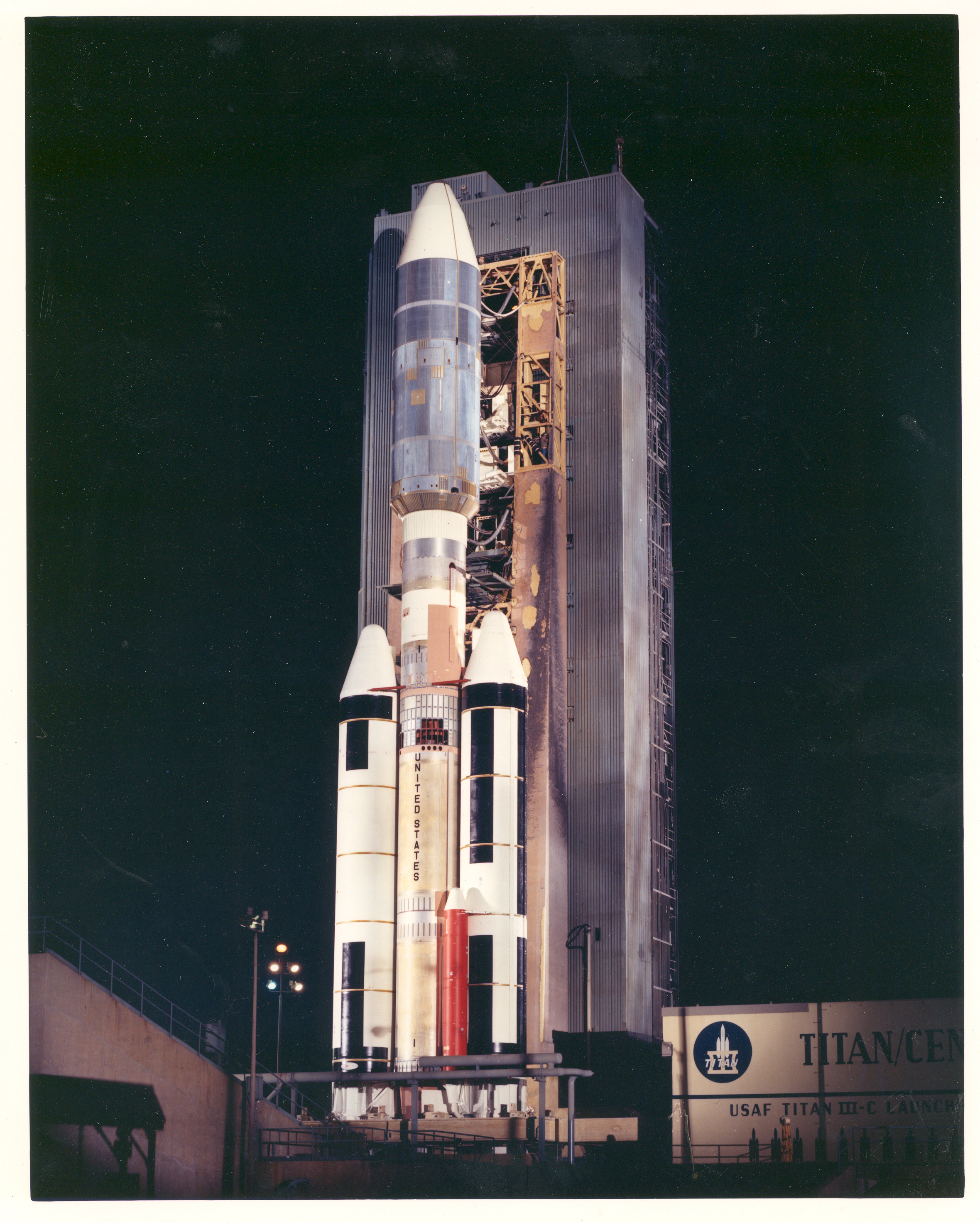
Tanto los módulos de aterrizaje Viking 1 como Viking 2 utilizaron RTG para obtener energía en la superficie de Marte. (Vehículo de lanzamiento Viking en la foto)

Si bien, la energía solar se usa comúnmente, la energía nuclear puede ofrecer ventajas en algunas áreas. Las células solares, aunque eficientes, solo pueden suministrar energía a las naves espaciales en órbitas donde el flujo solar es lo suficientemente alto, como la órbita terrestre baja y los destinos interplanetarios lo suficientemente cerca del Sol. A diferencia de las células solares, los sistemas de energía nuclear funcionan independientemente de la luz solar, algo que es necesario para la exploración del espacio profundo . Los sistemas de base nuclear pueden tener menos masa que las células solares de potencia equivalente, lo que permite naves espaciales más compactas que son más fáciles de orientar y dirigir en el espacio. En el caso de los vuelos espaciales tripulados, los conceptos de energía nuclear que pueden alimentar tanto los sistemas de propulsión como los de soporte vital pudiendo reducir tanto el coste como el tiempo de vuelo.
Las aplicaciones y/o tecnologías seleccionadas para el espacio incluyen:
- Generador termoeléctrico de radioisótopos
- Unidad calefactora de radioisótopos
- Generador piezoeléctrico de radioisótopos
- Cohete de radioisótopos
- Cohete termal nuclear
- Cohete eléctrico nuclear
- Propulsión de pulso nuclear
- Propulsión por fusión

## Tipos
Tabla extraída de Generador termoeléctrico de radioisótopos:
| Nombre y modelo                 | Usado en (# de RTG por usuario)                         | Salida máxima | Salida máxima | Radio- isotopo             | Combustible máximo usado (kg) | Masa(kg)  | Energía/masa (Eléctrica W/kg) |
| Nombre y modelo                 | Usado en (# de RTG por usuario)                         | Eléctrica (W) | Térmica (W)   | Radio- isotopo             | Combustible máximo usado (kg) | Masa(kg)  | Energía/masa (Eléctrica W/kg) |
| ------------------------------- | ------------------------------------------------------- | ------------- | ------------- | -------------------------- | ----------------------------- | --------- | ----------------------------- |
| MMRTG                           | MSL/Curiosity rover and Perseverance/Mars 2020 rover    | c. 110        | c. 2000       | 238Pu                      | c. 4                          | <45       | 2.4                           |
| GPHS-RTG                        | Cassini (3), New Horizons (1), Galileo (2), Ulysses (1) | 300           | 4400          | 238Pu                      | 7.8                           | 55.9–57.8 | 5.2–5.4                       |
| MHW-RTG                         | LES-8/9, Voyager 1 (3), Voyager 2 (3)                   | 160           | 2400          | 238Pu                      | c. 4.5                        | 37.7      | 4.2                           |
| SNAP-3B                         | Transit-4A (1)                                          | 2.7           | 52.5          | 238Pu                      | ?                             | 2.1       | 1.3                           |
| SNAP-9A                         | Transit 5BN1/2 (1)                                      | 25            | 525           | 238Pu                      | c. 1                          | 12.3      | 2.0                           |
| SNAP-19                         | Nimbus-3 (2), Pioneer 10 (4), Pioneer 11 (4)            | 40.3          | 525           | 238Pu                      | c. 1                          | 13.6      | 2.9                           |
| modified SNAP-19                | Viking 1 (2), Viking 2 (2)                              | 42.7          | 525           | 238Pu                      | c. 1                          | 15.2      | 2.8                           |
| SNAP-27                         | Apolo 12–17 ALSEP (1)                                   | 73            | 1,480         | 238Pu                      | 3.8                           | 20        | 3.65                          |
| (fission reactor) Buk (BES-5)** | US-As (1)                                               | 3000          | 100,000       | 235U altamente enriquezido | 30                            | 1000      | 3.0                           |
| (fission reactor) SNAP-10A***   | SNAP-10A (1)                                            | 600           | 30,000        | 235U altamente enriquezido |                               | 431       | 1.4                           |
| ASRG****                        | diseño de prototipo (no lanzado), Discovery Program     | c. 140 (2x70) | c. 500        | 238Pu                      | 1                             | 34        | 4.1                           |

### Sistemas de radioisótopos

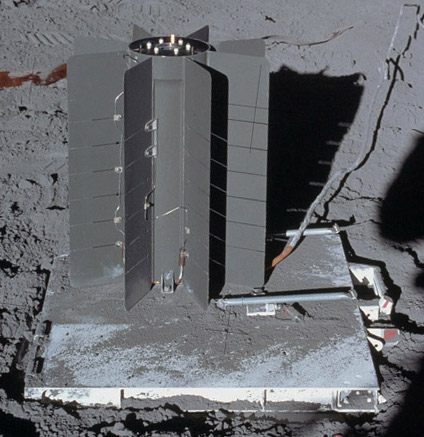
SNAP-27 en la Luna

Durante más de cincuenta años, los generadores termoeléctricos de radioisótopos (RTG) han sido la principal fuente de energía nuclear de los Estados Unidos en el espacio. Los RTG ofrecen muchos beneficios; son relativamente seguros y no requieren mantenimiento, son resistentes en condiciones difíciles y pueden funcionar durante décadas. Los RTG son particularmente adecuados para su uso en partes del espacio donde la energía solar no es una fuente de energía viable. Se han implementado docenas de RTG para alimentar 25 naves espaciales estadounidenses diferentes, algunas de las cuales han estado operando durante más de 20 años. Se han utilizado más de 40 generadores termoeléctricos de radioisótopos en todo el mundo (principalmente en EE. UU. Y la URSS) en misiones espaciales.
El generador avanzado de radioisótopos de Stirling (ASRG, un modelo de generador de radioisótopos de Stirling (SRG)) produce aproximadamente cuatro veces la energía eléctrica de un RTG por unidad de combustible nuclear, pero no se esperan unidades listas para volar basadas en tecnología Stirling hasta 2028. La NASA planea utilizar dos ASRG para explorar Titán en un futuro lejano.[cita requerida]

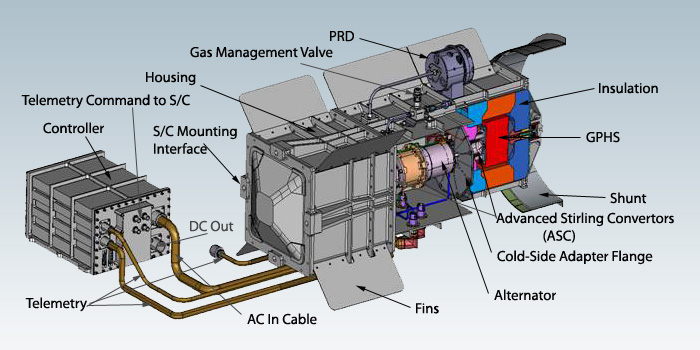
Diagrama de corte del avanzado generador de radioisótopos de Stirling.

Los generadores de energía de radioisótopos incluyen:
- SNAP-19, SNAP-27 ( Sistemas para energía auxiliar nuclear )
- MHW-RTG
- GPHS-RTG
- MMRTG
- ASRG (generador avanzado de radioisótopos de Stirling)

Las unidades de calentamiento de radioisótopos (RHU) también se utilizan en naves espaciales para calentar instrumentos científicos a la temperatura adecuada para que funcionen de manera eficiente. Se utiliza un modelo más grande de RHU llamado Fuente de calor de uso general (GPHS) para alimentar RTGs y ASRG.[cita requerida]
Se han propuesto radioisótopos de descomposición extremadamente lenta para su uso en sondas interestelares con vidas de varias décadas.
A partir de 2011, otra dirección de desarrollo fue un RTG asistido por reacciones nucleares subcríticas.

### Sistemas de fisión
Los sistemas de energía de fisión pueden utilizarse para alimentar los sistemas de calefacción o propulsión de una nave espacial. En términos de requisitos de calefacción, cuando las naves espaciales requieren más de 100 kW de potencia, los sistemas de fisión son mucho más rentables que los RTG.[cita requerida]
Durante las últimas décadas, se han propuesto varios reactores de fisión, y la Unión Soviética lanzó 31 reactores de fisión de baja potencia BES-5 en sus satélites RORSAT utilizando convertidores termoeléctricos entre 1967 y 1988.[cita requerida]
En las décadas de 1960 y 1970, la Unión Soviética desarrolló reactores TOPAZ, que utilizan convertidores termoiónicos en su lugar, aunque el primer vuelo de prueba no fue hasta 1987.[cita requerida]
En 1965, Estados Unidos lanzó un reactor espacial, el SNAP-10A, que había sido desarrollado por Atomics International, entonces una división de North American Aviation .
En 1983, la NASA y otras agencias gubernamentales de EE. UU. Comenzaron a desarrollar un reactor espacial de siguiente generación, el SP-100, con un contrato con General Electric y otros. En 1994, el programa SP-100 fue cancelado, en gran parte por razones políticas, con la idea de hacer la transición al sistema de reactor ruso TOPAZ-II. Aunque algunos prototipos de TOPAZ-II se probaron en tierra, el sistema nunca se implementó para misiones espaciales estadounidenses.
En 2008, la NASA anunció planes para utilizar un pequeño sistema de energía de fisión en la superficie de la Luna y Marte, y comenzó a probar tecnologías "clave" para que se realizara.
Entre las naves espaciales y los sistemas de exploración con sistemas de energía de fisión propuestos se enecuentran el SP-100, propulsión eléctrica nuclear JIMO y energía de superficie de fisión .
Se han desarrollado o se están desarrollando varios tipos de microrreactores nucleares
- RAPID-L
- sistema de generación de energía magnetohidrodinámico de ciclo cerrado (CCMHD)
- SP-100
- Convertidor termoeléctrico de metales alcalinos (AMTEC)
- Kilopower

Los sistemas de propulsión térmica nuclear (NTR) se basan en la potencia de calentamiento de un reactor de fisión, lo que ofrece un sistema de propulsión más eficiente que uno impulsado por reacciones químicas. La investigación actual se centra más en los sistemas eléctricos nucleares como fuente de energía para proporcionar empuje que propulse las naves espaciales que ya están en el espacio.

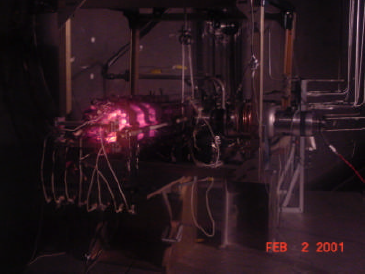
Pequeño reactor experimental SAFE-30 alrededor de 2002

Otros reactores de fisión espacial para propulsar vehículos espaciales incluyen el reactor SAFE-400 y el HOMER-15. En 2020, Roscosmos planea lanzar una nave espacial utilizando sistemas de propulsión nuclear (desarrollados en el Centro de Investigación Keldysh), que incluye un pequeño reactor de fisión refrigerado por gas con 1 MWe.
En septiembre de 2020, la NASA y el Departamento de Energía (DOE) emitieron una solicitud formal de propuestas para el sistema de energía nuclear lunar, en la que se otorgarían varios premios a los diseños preliminares completados para finales de 2021, mientras que en una segunda fase, a principios de 2022, seleccionarían una empresa para desarrollar un sistema de energía de fisión de 10 kilovatios que se colocaría en la Luna en 2027.

### Proyecto Prometheus

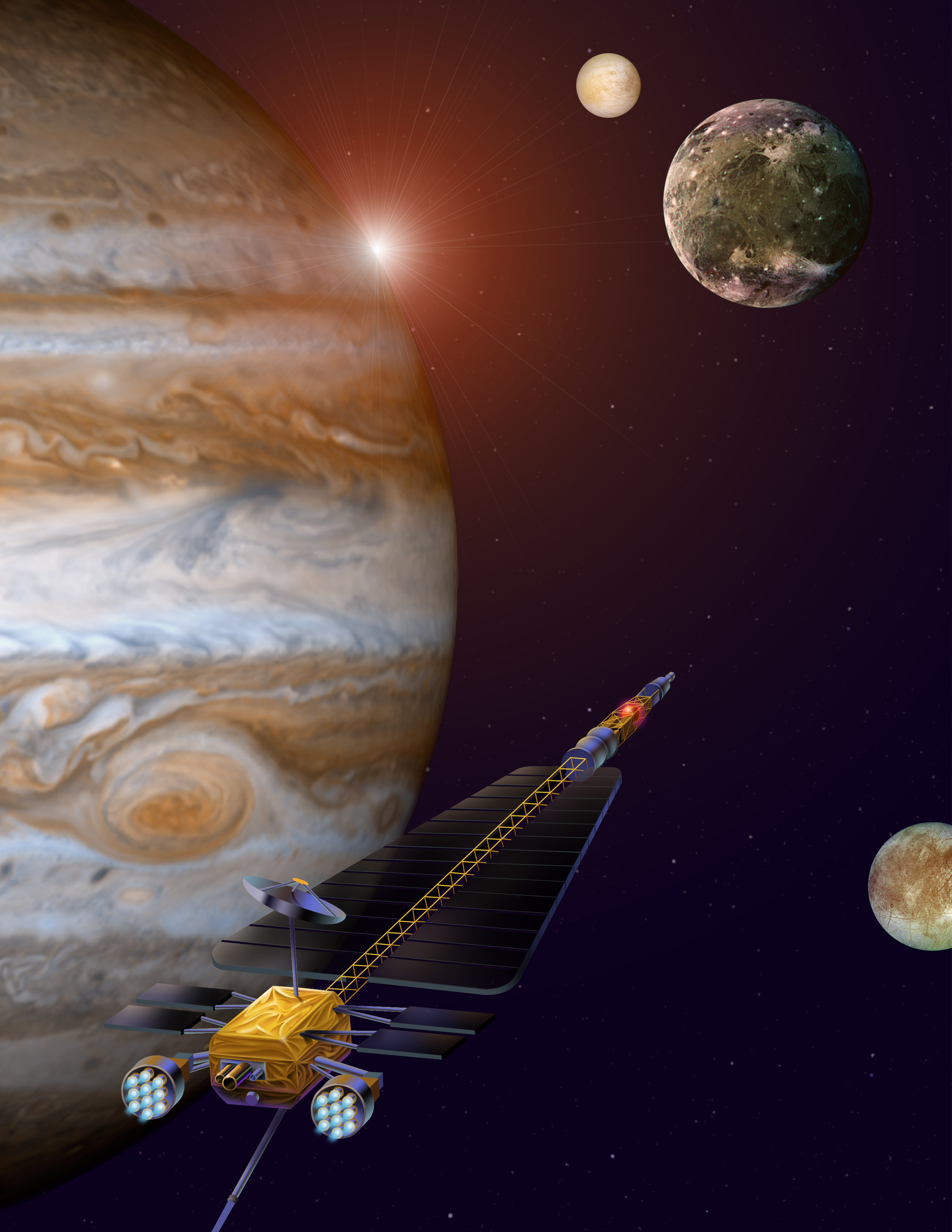
El concepto de los artistas de Júpiter Icy Moons Orbiter que era la misión de Prometheus. Sería impulsado por un pequeño reactor de fisión que proporcionaría energía eléctrica a los motores de iones y la electrónica. Se utiliza un brazo largo para crear distancia entre el reactor y el resto de la nave espacial, y las aletas irradian el calor residual al espacio.

En 2002, la NASA anunció una iniciativa para desarrollar sistemas nucleares, que más tarde se conocería como Proyecto Prometheus . Una parte importante del Proyecto Prometheus consistió en desarrollar el Generador de radioisótopos Stirling y el Generador termoeléctrico de misiones múltiples, ambos tipos de RTGs. El proyecto también tenía como objetivo producir un sistema de reactor de fisión espacial seguro y duradero para la energía y la propulsión de una nave espacial, en sustitución de los RTG de larga duración. Las restricciones presupuestarias dieron como resultado la interrupción efectiva del proyecto, pero el Proyecto Prometheus ha tenido éxito en la prueba de nuevos sistemas. Después de su creación, los científicos probaron con éxito un motor de iones de propulsión eléctrica de alta potencia (HiPEP), que ofrecía ventajas sustanciales en eficiencia de combustible, vida útil del propulsor y eficiencia del propulsor sobre otras fuentes de energía.

## Visuales
|  |  |  |